# Gemeinde- und Städtebund Thüringen
Der Gemeinde- und Städtebund Thüringen e. V. ist der kommunale Spitzenverband der Städte, Gemeinden und Verwaltungsgemeinschaften in Thüringen mit Sitz in Erfurt. Er wurde am 29. März 1990 in Bad Blankenburg gegründet.

## Mitglieder und Aufgaben
Dem Verband gehörten im März 2024 von 624 thüringischen Gemeinden 621 an.
Die Aufgaben des Verbands umfassen nach § 2 seiner Satzung:
- das Recht auf gemeindliche Selbstverwaltung zu wahren und zu stärken;
- das Sichern und Vertreten der gemeinsamen Belange und Interessen seiner Mitglieder;
- die  Vertretung der waldbesitzenden Kommunen;
- den Austausch von Kenntnissen und Erfahrungen auf kommunalpolitischem und die Beratung seiner Mitglieder;
- die Pflege enger Verbindungen zu kommunalen Vereinigungen anderer Länder und
- die Öffentlichkeitsarbeit.

## Aufbau und Organe
Der Verband ist als eingetragener Verein organisiert. Nach § 1 Absatz 2 seiner Satzung ist der Verband ein kommunaler Spitzenverband und bezweckt keinen wirtschaftlichen Geschäftsbetrieb.
Gemäß § 5 Absatz 1 seiner Satzung hat der Verband folgende Organe:
- die Mitgliederversammlung,
- den Landesausschuss,
- das Präsidium,
- den Vorstand.

## Mitgliedschaften
Der Verband ist Mitglied im Deutschen Städte- und Gemeindebund und im Deutschen Städtetag.